# 수영 접영 50m 대한민국 기록 추이
수영 접영 50m 대한민국 기록 추이는 다음과 같다.

## 남자
| # | 기록    | 차이        | 선수   | 소속         | 날짜         | 대회명                                   | 개최 도시           | 장소             | 주석 및 기타                           | 동영상 |
| 1 | 26초 20 | - 0.0       | 이충원 |              | 1987. 04.    | 제42회 전국 수영 대회                    | 대한민국 춘천       | 춘천실내수영장   | 기준 기록                              |        |
| 2 | 26초 16 | - 0.04초    | 박병훈 | 한국체대     | 1991. 04. 19 | 제46회 전국 수영 대회                    | 대한민국 대구       | 두류 수영장      | [ 1 ]                                  |        |
| 3 | 26초 14 | - 0.02초    | 최정석 | 상무         | 1992. 04. 03 | 제47회 전국 수영 대회                    | 대한민국 부산       |                  | [ 2 ]                                  |        |
| 4 | 26초 08 | - 0.06초    | 최정석 | 상무         | 1994. 03. 11 | 제49회 전국 수영 대회                    | 대한민국 전주       | 실내수영장       | [ 3 ]                                  |        |
| 5 | 25초 44 | - 0.21초    | 우원기 | 상무         | 1997. 03. 13 | 제52회 회장기 전국 수영 대회             | 대한민국 부산       | 사직 실내 수영장 | [ 4 ]                                  |        |
| 6 | 25초 41 | - 0.03초    | 김민석 | 상무         | 1999. 03. 29 | 제54회 회장배 전국 수영 대회             | 대한민국 제주       | 제주 실내 수영장 | [ 5 ]                                  |        |
| 7 | 25초 01 | - 0.40초    | 김민석 | 한진중공업   | 2001. 03. 19 | 2001 아레나 코리아 오픈 수영 선수권 대회 | 대한민국 제주       | 제주 실내 수영장 | 예선                                   |        |
| 8 | 24초 70 | - 0.31초    | 김민석 | 한진중공업   | 2001. 04. 25 | 제73회 동아 수영 대회                    | 대한민국 부산       | 사직 실내 수영장 |                                        |        |
|   | 24초 47 | - 0.15초 ** | 정두희 | 신한은행     | 2008. 09. 07 | 제57회 회장배 전국 수영 대회             | 대한민국 목포       | 목포실내수영장   | 종전 24.62 (성민,IZMIR유니버시아드,05) |        |
|   | 24초 23 | - 0.24초    | 정두희 | 서울시청     | 2009. 07. 05 | 제25회 하계 유니버시아드                 | 세르비아 베오그라드 |                  | 예선                                   |        |
|   | 24초 03 | - 0.20초    | 정두희 | 서울시청     | 2009. 07. 05 | 제25회 하계 유니버시아드                 | 세르비아 베오그라드 |                  | 준결선                                 |        |
|   | 23초 91 | - 0.12초    | 양정두 | 전남수영연맹 | 2012. 10. 12 | 제93회 전국 체육 대회                    | 대한민국 대구       | 두류 수영장      | 일반부 예선                            |        |
|   | 23초 77 | - 0.14초    | 양정두 | 전남수영연맹 | 2012. 10. 12 | 제93회 전국 체육 대회                    | 대한민국 대구       | 두류 수영장      | 결선 1위                               |        |

## 여자
| # | 기록    | 차이     | 선수   | 소속         | 날짜         | 대회명                               | 개최 도시     | 경기장           | 주석 및 기타 | 동영상 |
|   | 30초 29 |          | 조성애 | 서울상명국교 | 1987. 04     | 제42회 전국 수영 대회                |               |                  |              |        |
|   | 29초 49 | - 0.80초 | 명경현 | 서울상명국교 | 1988. 11. 24 | 제4회 전국시도대항국민학교수영대회   | 대한민국 대구 | 두류 수영장      | [ 6 ]        |        |
|   | 29초 08 | - 0.41초 | 명경현 | 상명여중     | 1989. 04. 28 | 제44회 전국수영대회                  | 대한민국 대구 | 두류 수영장      | [ 7 ]        |        |
|   | 28초 70 | - 0.38초 | 이보은 | 경성대       | 1997. 03. 13 | 제52회 회장배전국수영대회            | 대한민국 부산 | 사직 실내 수영장 | [ 8 ]        |        |
|   | 28초 02 | - 0.68초 | 조희연 | 대청중       | 1998. 05. 01 | 제53회 회장배전국수영대회 (예선)     | 대한민국 부산 | 사직 실내 수영장 | [ 9 ]        |        |
|   | 27초 83 | - 0.19초 | 류윤지 | 서울대       | 2004. 06. 19 | 제32회 헤근참모총장배 전국 수영 대회 | 대한민국 인천 | 실내수영장       |              |        |
|   | 27초 74 |          | 신해인 | 북원여고     | 2006. 12. 07 | 제15회 아시안 게임                   | 카타르도하    |                  | 결선 8위     |        |
|   | 27초 57 | - 0.17초 | 류윤지 | 서울대       | 2007.08.     | 제24회 하계 유니버시아드             | 태국 방콕     |                  |              |        |
|   | 26초 76 | - 0.81초 | 류윤지 | 대전시체육회 | 2008. 10. 11 | 제89회 전국 체육 대회                | 대한민국 목포 | 목포 실내 수영장 |              |        |

## 같이 보기
- 수영 대한민국 기록